# Problème des deux généraux
En informatique, le problème des deux généraux, aussi appelé problème des deux armées, est une expérience de pensée censée mettre en évidence les limites d'un médium non fiable et asynchrone pour mettre au point une action coordonnée. Il est relié au problème plus général des généraux byzantins, qui a été énoncé postérieurement. En logique épistémique, le concept crucial mis en œuvre est celui de la connaissance commune. 

## Énoncé du problème
Deux corps d'armée W et B sont situés à une certaine distance l'un de l'autre et doivent attaquer une armée N. Ensemble, les deux corps d'armée peuvent vaincre l'armée de N. Isolément, chacun serait défait. Aucun d'eux ne pouvant attaquer seul, les généraux commandant les corps d'armée doivent coordonner leur attaque. Autrement dit, ils doivent se mettre d'accord sur le jour et sur l'heure de leur attaque. Or, ils ne communiquent que par des messagers (disons à cheval) qui mettent un certain temps (asynchronisme) pour rejoindre le camp de l'autre général et peuvent être capturés par l'ennemi (absence de fiabilité). Comment doivent-il faire ?

## L'impossibilité de la coordination
Supposons que le général W prenne l'initiative et fixe le jour et l'heure de l'attaque. Pour informer le général B, il lui envoie un messager qui mettra un quart d'heure pour le joindre et risque d'être capturé. Le général W n'attaquera que s'il a l'agrément du général B, agrément qui doit aussi lui parvenir par un messager, lequel mettra, à nouveau, un quart d'heure pour lui transmettre l'accusé de réception, s'il n'est pas fait prisonnier. De même, le général B n'attaquera pas seul et ne le fera que s'il sait, à travers un accusé de réception envoyé par un messager, que le général W a bien reçu son accord. Mais alors, pour que le général W attaque, il faut qu'il sache que B a bien reçu son accusé de réception. Mais le général B n'attaquera que s'il a reçu l'accusé de réception de l'accusé de réception. On voit que d'accusés de réception en accusés de réception, une coordination nécessite un temps infini et n'est donc pas possible. 
Pour résumer, afin que l'attaque ait lieu, il faut que le général W sache que le général B sait que le général W sait que le général B sait, et ainsi de suite. L'acquisition de cette information itérée par W et B s'appelle la connaissance commune. L'impossibilité de l'attaque coordonnée dit que l'acquisition de cette connaissance commune est impossible en employant des messagers ou des messages sur Internet, ou encore que la connaissance commune ne peut s'acquérir par transmissions « asynchrones » et « non fiables ».

## Applications
Les situations où le problème des généraux s'appliquent sont nombreuses. La synchronisation d'horloges ou le partage authentifié de clés publiques sont ainsi impossibles de façon asynchrone. Pour faire court, il faut que les agents se rencontrent physiquement pour échanger leurs clés publiques respectives pour que chacun soit convaincu qu'il possède bien la clé publique de l'autre et pas celle d'un tiers.
Le problème des deux généraux illustre le fait qu'il est impossible de communiquer avec certitude si les canaux de communications ne sont pas fiables. En pratique, on devra donc se contenter d'atténuer les effets de l'incertitude à des niveaux acceptables.  
Le général W pourra par exemple envoyer 100 messagers dans l'espoir qu'au moins l'un d'entre eux ne soit pas capturé et transmette le message. Dans cette stratégie, le général W attaque dans tous les cas et le général B attaque si au moins un message est reçu, ainsi cette stratégie n'échoue que si les 100 messagers sont capturés.
Une autre possibilité est celle pour W d'envoyer une succession de messages numérotés et pour B d'envoyer un accusé de réception à chaque message reçu. Si B reçoit au moins un message, il peut alors estimer la fiabilité du canal de communication et envoyer lui-même un nombre d'accusés de réception en conséquence pour garantir une probabilité de synchronisation élevée (puisqu'il suffit d'un seul message et d'un seul accusé de réception pour que l'attaque soit coordonnée).
Il peut être intéressant de minimiser le nombre de messages envoyés (après tout, chaque messager capturé est une perte pour l'armée des généraux), tout en garantissant une faible probabilité d'échec. Les généraux peuvent par exemple convenir qu'une absence de messagers est une indication que le général qui a initié le protocole a reçu au moins une confirmation et est donc prêt à l'attaque.
Supposons qu'il faille une minute au messager pour traverser les lignes ennemies. En l'absence de réponse pendant 200 minutes, le général ayant envoyé le dernier message fera le raisonnement suivant : ou bien l'autre général a reçu mon dernier message, ou bien 200 messagers ont été capturés en traversant les lignes ennemies. La transmission du message est donc probable.